# Betroka
Betroka är en ort och kommun 700 kilometer syd om huvudstaden Antananarivo i den sydöstra delen av Madagaskar med en befolkning på cirka 12 000 invånare. Betroka ligger i distriktet Betroka som är en del av provinsen Toliara i Anosyregionen. Här finns Onilahyflodens källa.